# AfreecaTV
afreecaTV (em coreano:  아프리카TV, abreviação de Any FREE broadCasting) é um serviço de armazenamento e streaming de vídeos sul-coreano baseado na tecnologia P2P. Passou a pertencer e ser operado pela AfreecaTV Co., Ltd. na Coreia do Sul, depois que a AfcomecaTV Co., Ltd e a ZettaMedia da Nowcom se separaram em 2011. Em julho de 2019, o AfreecaTV foi listado como o quarto na lista Asia's 200 Best Under A Billion da Forbes.

## História
O AfreecaTV começou inicialmente como um serviço W beta em 11 de maio de 2005; e foi oficialmente nomeado "AFREECA" em 9 de março de 2006. O site retransmite principalmente canais de TV, mas também permite que os usuários enviem seus próprios vídeos e programas. São fornecidas funções como transmissão, visualização, listagem de canais, bate-papo ao vivo e quadros de discussão. Os usuários são obrigados a instalar o 'Afreeca Player'. As emissoras independentes chamadas Broadcasting Jockeys (BJs) transmitem ao vivo para os espectadores, que podem adicioná-las à sua lista de canais favoritos usando a ferramenta Afreeca Player. Serviços pagos como visualizações rápidas ou retransmissões de um canal permitem fontes adicionais de receita aos BJs.
A plataforma em si abrange desde transmissões de TV, transmissões ao vivo de videogames, monitoramento de taxistas, performances de artistas, vídeos pessoais do dia a dia e shows por atrizes e emissoras profissionais. O chefe da empresa-mãe do Afreeca, Nowcom, Mun Yong-sik, foi preso em 2008 por distribuir ilegalmente filmes com direitos autorais. Alguns alegaram que a prisão foi motivada politicamente devido ao Afreeca ter sido usado pelos manifestantes para coordenar-la.
Em 27 de setembro de 2012, o afreecaTV em inglês foi lançado na loja Google Play.
Um exemplo de expansão do papel do Afreeca foi a realização de uma sessão de conversa ao vivo com o prefeito de Seul, Park Won-soon, transmitida ao vivo no AfreecaTV. Ele usou a plataforma como uma maneira de conduzir um fórum de verificação da comunidade para coletar opiniões públicas e permitir que blogueiros com várias áreas de especialização participassem do diálogo. Os blogueiros foram capazes de resolver os problemas enfrentados por Seul e propor soluções em suas áreas de especialização, além de trocar ideias com o prefeito em uma discussão aprofundada sobre a administração do Governo Metropolitano de Seul. Com o aumento do poder do AfreecaTV, muitos "grupos Idol" participaram da plataforma para seus fãs, como por exemplo o grupo Nine Muses.

## Esports
O Afreeca escolheu a equipe SBENU StarCraft II em 23 de janeiro de 2016 e participou da StarCraft Proleague. Em 21 de novembro de 2016, foi anunciado que a equipe estava dissolvendo sua divisão StarCraft II, apesar de manter o envolvimento no Starcraft. Atualmente eles patrocinam uma equipe profissional de League of Legends, Afreeca Freecs. A equipe Starcraft 2 foi reformada no início de 2020. O Afreeca também anunciou em 23 de janeiro de 2016 que patrocinaria duas temporadas de torneios do StarCraft: Brood War.

### Liga de Esports
- AfreecaTV StarCraft League (ASL)
- Global StarCraft II League (GSL)
- Afreeca TV Battle Ground League (APL)
- LoL ladies Battle
- LoL Challengers Korea
- Hearthstone battle royal

### Estação de transmissão de esports
- Overwatch APEX relay
- League of Legends Pro League Korean Relay
- LoL Champions Korea Relay
- Sudden Attack Champions League
- African TV Tekken League (ATL)
- Chinese League of Legend Pro League (LPL)

## Controvérsias
Houve muitos problemas sociais com o Afreeca TV, como ofertas por favores sexuais e humilhação de pessoas com deficiência. Muitas emissoras estiveram envolvidas nesses incidentes e foram punidas pelos gerentes do Afreeca TV suspendendo, suas identificações. Devido a esses problemas, os meios de comunicação social na Coreia do Sul mostraram preocupação com os efeitos das plataformas de transmissão pessoal.